# كنيسة المشرق القديمة
كنيسة المشرق القديمة (السريانية:ܥܕܬܐ ܥܬܝܩܬܐ ܕܡܕܢܚܐ) (ܥܕܬܐ ܥܬܝܩܬܐ ܕܡܕܢܚܐ) هي كنيسة مسيحية سريانية شرقية، تعتبر عقائديا امتداد لكنيسة المشرق التاريخية أو الكنيسة النسطورية. انفصلت كنيسة المشرق القديمة عن كنيسة المشرق الآشورية عام 1964 بعد أن قام مار إيشاي شمعون الثالث والعشرون بتغييرات لم يدعمها بعض من أتباع الكنيسة. مقر كنيسة المشرق القديمة هو بغداد.
يقدر عدد أتباعها حول العالم بحوالي 100 ألف نسمة. الكنيسة مقسمة إلى عدة مطرانيات وأبرشيات كالتالي:
- مقر بطريركية كنيسة المشرق القديمة في بغداد
- الابرشية البطريركية في بغداد (مار أدي الثاني) (ܡܪܝ ܐܕܝ 2)
- أبرشية كركوك لكنيسة المشرق القديمة مار نرسي توما ܡܪܝ ܢܪܣܝ ܬܐܘܡܐ
- أبرشية نينوى لكنيسة المشرق القديمة (مار توما ارميا) (ܡܪܝ ܬܐܘܡܐ)
- أبرشية أستراليا ونيوزيلندا لكنيسة المشرق القديمة (مار ياقو دانيال) (ܡܪܝ ܝܐܩܘ)
- ابرشية أوروبا ومقرها في ماينز في ألمانيا
- أسقفية الولايات المتحدة الأمريكية وكندا ومقرها شيكاغو
- أسقفية كاليفورنيا
- اسقفية سوريا

## تاريخ
بدأت كنيسة الشرق القديمة عندما تركها بعض أعضاء كنيسة المشرق الآشورية في عام 1968. البطريرك الأول لكنيسة المشرق القديمة كان قداسة الحبر الاعظم مار توما درمو وانتخب عام 1968 وتوفي عام 1969. بعد وفاته، انتخب قداسة الحبر الاعظم مار مار أدي الثاني من عام 1970 م بطريركا للكنيسة وما يزال. عارض دارمو بشدة نظام الخلافة الوراثية لمنصب بطريرك الكنيسة الآشورية في الشرق، وكذلك اعتماد الأخير للتقويم الغريغوري "وغيرها من أقنعة التحديث". كما انضمت إلى دارمو "مجموعات أخرى مختلفة معارضة لمار شمعون.

## منظمة
يقع كرسي مار أداي الثاني، البطريرك الحالي لكنيسة الشرق القديمة منذ عام 1969، في بغداد.

## قائمة الكاثوليكوس البطاركة

### منذ عام 1968
- توما درمو (1968-1969) - متروبوليتان سابقًا لـ "Metropolitan Group" في الهند من عام 1964 حتى عام 1968.
- أدي الثاني جيورجيس (1972 - حتى الآن) - لوكوم تينينز بعد وفاة ثوما دارمو في عام 1969 حتى تكريسه في عام 1972.

## الاحتفال بعيد الميلاد
قبل صدور مرسوم معين، كان هناك بالفعل عدد قليل من الرعايا في الشتات يحتفلون بعيد الميلاد وفقًا لتاريخ التقويم الغريغوري. بعد إجراء تصويت شعبي في العديد من الأبرشيات، تم قبول المرسوم وإصداره من قبل آداي الثاني جيورجيس في يونيو 2010 ليصبح ساريًا في عيد الميلاد 2010. قبلت جميع الرعايا في جميع أنحاء العالم هذا المرسوم. منذ ذلك الحين، تقيم كنيسة المشرق القديمة رسميًا السنة الليتورجية بأكملها والأعياد والمناسبات وفقًا للتقويم اليولياني، باستثناء يوم عيد الميلاد. على الرغم من ظهور عدد من الرعايا الانفصالية من كنيسة المشرق القديمة منذ عام 2011، إلا أنهم جميعًا يواصلون الالتزام بمرسوم يونيو 2010 الذي ينظم الاحتفال بعيد الميلاد وفقًا لتاريخ التقويم الغريغوري. حاليًا، لا توجد أبرشيات انفصالية حالية أو سابقة ظهرت كرد فعل لقرار يونيو 2010، على الرغم من ادعاءات عدة مواقع ومصادر. 

## العلاقة مع كنيسة المشرق الآشورية
تميزت كنيسة الشرق القديمة بقصدها الحفاظ على التقاليد التي ورثتها كنيسة الشرق. نتج الانقسام الذي قسم كنيسة المشرق إلى قسمين بشكل رئيسي عن التغييرات المثيرة للجدل التي أدخلها شيمون الثالث والعشرون إيشاي. كان أكثرها وضوحًا هو قرار استبدال التقويم اليولياني التقليدي بالتقويم الغريغوري. بالإضافة إلى ذلك، أثيرت مخاوف بشأن خلافة البطريركية. كانت البطريركية وراثية في عائلة شمعون لمدة ستة قرون، مما أدى في كثير من الأحيان إلى تكريس القصر كرئيس للكنيسة. على سبيل المثال، رُسم الراحل شمعون الثالث والعشرون إشاي نفسه بطريركًا في الثانية عشرة من عمره. 
في عهد أداي الثاني، قامت كنيسة الشرق القديمة بعدة خطوات نحو إعادة التوحيد مع الكنيسة الآشورية في الشرق. وأبرزها بلا شك الإعلان الصادر في يونيو 2010 والذي ينص على أن كنيسة الشرق القديمة ستحتفل الآن بعيد الميلاد وفقًا للتقويم الغريغوري. في السابق، استخدمت الكنيسة التاريخ اليولياني التقليدي ليوم عيد الميلاد (25 ديسمبر من التقويم اليولياني يتوافق حاليًا مع 7 يناير من التقويم الغريغوري)، كما فعلت كنيسة الشرق طوال تاريخها. كان من المقرر تنفيذ القرار في وقت لاحق من ذلك العام، في 25 ديسمبر 2010. 

### حوار لاعادة التوحيد
بعد وفاة دينكا الرابع (مارس 2015) كاثوليكوس بطريرك كنيسة المشرق الآشورية  استمر حوار التوحيد بين الكنائس.
في 22 مايو 2015، عُقد اجتماع بين أساقفة المجلسين المقدسين في إحدى ضواحي شيكاغو، إلينوي، في مكتبة كنيسة القديس أندرو الآشورية الشرقية. كان من بين الحاضرين يعقوب دانيال وزية خوشابا وجورجيس يونان ممثلين لكنيسة المشرق القديمة، وجورجيس صليوا وآوا رويل وإسحاق يوسف ممثلين لكنيسة المشرق الآشورية. شغل رئيس الشمامسة ويليام توما منصب السكرتير المشترك للاجتماع. طار يعقوب دانيال من أستراليا لحضور الاجتماع، وسافر زايا من كندا. 
في 1 حزيران 2015، اجتمع المجمع المقدس لكنيسة المشرق الآشورية في أربيل، العراق، لمناقشة مستقبل الكنيسة. تم تحديد موعد سابقًا لانتخاب البطريرك الكاثوليكي الجديد. أصدر أوا رويل بيانًا في نفس اليوم، أبلغ فيه الجمهور بأنه تم تسليم رد على توصيات كنيسة المشرق القديمة لإعادة التوحيد إلى أساقفتهم. طلبت الرسالة ردًا سريعًا على الشروط، وتم تعليق انتخاب البطريرك الجديد حتى الأسبوع التالي، في 8 حزيران (يونيو) 2015. 
في 5 يونيو 2015، أصدر أبريم موكن بيانًا رسميًا أعلن فيه تعليق انتخاب بطريرك الكاثوليكوس المقبل لكنيسة المشرق الآشورية حتى سبتمبر (2015)، بانتظار توحيد الكنائس. 
اتضح أن التوحيد لا يمكن تحقيقه. في 18 سبتمبر، انتخبت كنيسة المشرق الآشورية كوركيس الثالث رئيسًا جديدًا للكنيسة، وتم تكريسه وتنصيبه بطريركًا كاثوليكوسًا في 27 سبتمبر 2015. 
على الرغم من عدم تحقيق التوحيد، واصل قادة الكنيستين تعزيز أشكال مختلفة من التعاون المتبادل. 